# Malcolm Noonan
Malcolm Noonan, né en septembre 1966 à Kilkenny, est un homme politique irlandais, membre du Parti vert (GP).
Depuis 2020, il est secrétaire d'État et Teachta Dála (TD) pour la circonscription de Carlow-Kilkenny depuis février 2020.

## Biographie
Avant de se lancer en politique, Noonan travaille pendant vingt ans en tant que militant communautaire et environnemental auprès des Amis de la Terre. Il est membre du conseil du comté de Kilkenny pour la zone électorale de Kilkenny de 2004 à 2020 et est maire de Kilkenny de 2009 à 2010. Maria Dollard est cooptée au siège de Noonan au conseil du comté de Kilkenny après son élection au Dáil.
En 2011, Noonan se présente à la direction du Parti vert. Il est candidat à l'élection partielle de Carlow-Kilkenny et aux élections générales de 2016.
Aux élections générales de 2020, il remporte un siège à Carlow-Kilkenny, le dernier des cinq sièges au dixième décompte.
Le 1er juillet 2020, il est nommé par le gouvernement de coalition Fianna Fáil-Fine Gael-Verts en tant que ministre d'État au ministère du Logement, des Collectivités locales et du Patrimoine, chargé de la nature, du patrimoine et de la réforme électorale,,.